# Chuí
O Chuí é um município brasileiro do estado do Rio Grande do Sul, localizado no extremo sul do Brasil. Possui a sede de município mais meridional do país (o ponto meridional mais extremo do país fica no município vizinho: Santa Vitória do Palmar, mas sua sede se encontra numa posição mais setentrional), fazendo fronteira conurbada com a cidade do Chuy, no Uruguai. Possui uma população de 6.320 habitantes constituída por brasileiros, uruguaios e árabes palestinos (estes últimos muito ligados ao comércio), sendo a cidade brasileira com a maior concentração de estrangeiros, de acordo com o Censo demográfico do Brasil de 2010. A cidade está situada a 525 km de Porto Alegre, 2.552 km de Brasília e 347 km de Montevidéu, capital do Uruguai.
O Chuí é separado do Chuy apenas por uma longa avenida com um canteiro central. No lado brasileiro, a avenida leva o nome de Avenida Uruguai, e, no lado uruguaio, a mesma leva o nome de Avenida Brasil. No Chuy, são famosos os free shops, que atraem brasileiros e uruguaios a fim de consumir os produtos livres de impostos. Durante o verão, o comércio binacional chama a atenção de turistas vindos de longe – principalmente argentinos – em viagem às praias uruguaias e brasileiras como Punta del Este, José Ignacio, La Paloma, Punta del Diablo, Barra del Chuy, Praia da Barra do Chuí, Hermenegildo e cidades como Montevidéu, Porto Alegre e Florianópolis.

## História
Alguns meses antes do desembarque do brigadeiro José da Silva Paes na barra do Rio Grande, em 1737, Cristóvão Pereira já havia montado um posto avançado português no Morro de São Miguel, próximo ao Arroio Chuí. Em 1763, tropas espanholas partiram de Buenos Aires, na Argentina, e derrotaram os portugueses, estendendo seus domínios até a barra do Rio Grande. Em 1777, os portugueses retomaram seus antigos territórios e celebraram com os espanhóis o Tratado de Santo Ildefonso, mediado pelo Papa, segundo o qual ficavam constituídos os Campos Neutrais, uma faixa desabitada de terra que se estendia do Taim até o Arroio Chuí, de forma a evitar um confronto direto entre os colonizadores portugueses e espanhóis. Apesar do tratado, com a criação da Capitania de São Pedro do Rio Grande do Sul, foram concedidas sesmarias aos oficiais do exército português dentro dos Campos Neutrais.
Após a Independência do Brasil, sobreveio a Guerra da Cisplatina que resultou na independência do Uruguai e as campanhas contra os caudilhos uruguaios Oribe e Rivera.
A situação das fronteiras permaneceu confusa. A solução definitiva somente viria com o tratado de limites entre Brasil e Uruguai, celebrado em 12 de outubro de 1851, pelo qual a nação vizinha aceitou a incorporação dos Campos Neutrais Chuí-Taim ao território brasileiro.
Em 1995, o município do Chuí foi emancipado do município de Santa Vitória do Palmar.

## Geografia e Clima

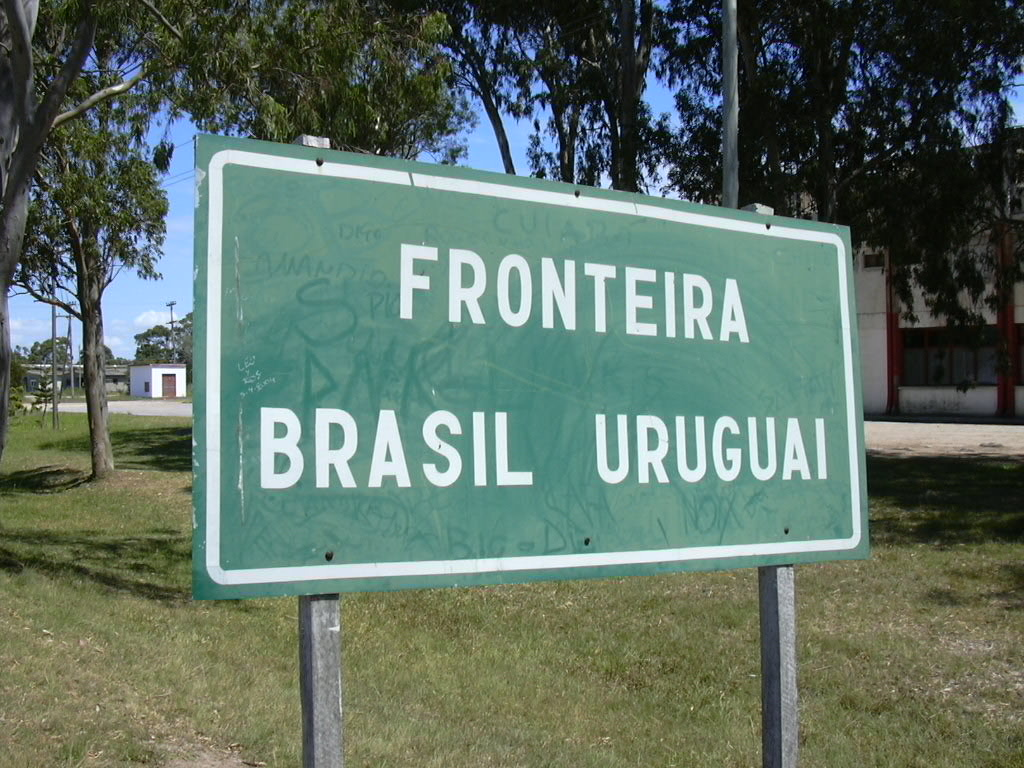
Fronteira Brasil-Uruguai

O Chuí localiza-se a uma latitude 33º41'28" sul e a uma longitude 53º27'24" oeste, estando a uma altitude de 22 metros. Possui uma área de 200,74 km².
O balneário mais próximo é a Praia da Barra do Chuí, pertencente ao município de Santa Vitória do Palmar, recebendo o nome em razão do Arroio Chuí, um arroio que corta o interior do município e parte do balneário. A Praia da Barra do Chuí é limitada ao sul pela foz do Arroio Chuí, que a separa da Praia da Barra del Chuy, no Uruguai.
Chuí é o município brasileiro mais distante da Linha do equador, localizado ao nível do mar, solo relativamente arenoso a semi-escuro, com chuvas bem distribuídas no ano inteiro, e consequentemente nuvens frequentes durante o ano inteiro, tendo o menor Índice Ultravioleta do Brasil, tanto no inverno quanto no verão (apesar da maior latitude que estende o dia para além das 8 horas da noite).
A média de temperatura anual gira em torno de 17 °C, o mês mais quente é fevereiro com média de 23,15 °C e o mais frio é julho, com média de 12,25 °C. O mês que menos chove é novembro, com média de 68 mm, já o mais chuvoso é agosto, com média de 124 mm.[carece de fontes?]

## Economia
A principal fonte de renda do município vem do comércio de fronteira, sendo a venda de produtos alimentícios e de vestuário nos supermercados e lojas para os turistas. Balizados por câmbio favorável, organizam-se excursões em cidades uruguaias para comprar gêneros no comércio local.
Em agosto de 2011 a empresa Eletrosul conquistou em um leilão da ANEEL o direito de construir na cidade 6 empreendimentos eólicos, que gerarão um total de 144 MW, devendo incrementar o PIB do município.